# Artemis Corona
L'Artemis Corona è una formazione geologica della superficie di Venere.
Il nome è mutuato dal quello del vicino chasma, intitolato ad Artemide, dea greca della caccia e della luna.